# Nootropik
Nootrópiki, znani tudi kot pametne droge in kognitivni ojačevalci, so učinkovine, prehranska dopolnila in druge snovi, ki izboljšujejo kognitivne funkcije, zlasti izvršne funkcije, spomin, ustvarjalnost in motivacijo pri zdravih posameznikih.
Uporaba kognitivno ojačevalnih snovi pri zdravih posameznikih brez medicinskih indikacij je ena od najbolj perečih tem med nevroznanstveniki, psihiatri in zdravniki, ki zajema več vprašanj, vključno z etiko in poštenostjo njihove uporabe, potencialnimi neželenimi učinki in preusmeritvijo zdravil na recept za nemedicinsko uporabo. Kljub temu mednarodna prodaja kognitivno ojačevalnih prehranskih dopolnil presega 1 mrd. $ na leto (2015) in globalno povpraševanje po teh spojinah se še vedno naglo povečuje.
Besedo nootropik je leta 1972 skoval romunski psiholog in kemik Corneliu E. Giurgea, in sicer iz grških besed νοῦς (nous - um) in τρέπειν (trepein - upogniti se, obrniti se).

## Razpoložljivost in razširjenost
Obstaja le nekaj učinkovin, ki dokazano izboljšujejo nekatere vidike spoznavanja. Veliko jih je še v fazah razvoja. Najpogosteje uporabljen razred drog so stimulanti, kot je kofein.
Ta zdravila se domnevno uporabljajo predvsem za zdravljenje kognitivnih ali motoričnih težav, ki jih je mogoče pripisati boleznim, kot so alzheimerjeva bolezen, parkinsonova bolezen, huntingtonova bolezen in ADHD. Nekateri raziskovalci pa poročajo o bolj razširjeni terapevtski uporabi, vendar opozarjajo na potrebo po nadaljnjih raziskavah. Kakorkoliže intenzivno trženje ne sovpada nujno z učinkovitostjo. Čeprav znanstvene raziskave podpirajo koristne učinke nekaterih spojin, marketinške trditve proizvajalcev prehranskih dopolnil običajno niso uradno testirane in potrjene s strani neodvisnih subjektov.

### Uporaba med študenti
Uporaba poživil na recept je še posebej razširjena med študenti, ki obiskujejo akademsko konkurenčne fakultete, kot sta medicina in farmacija. Raziskave kažejo, da je 0,7–4,5 % nemških študentov že kdaj uporabljalo kognitivne ojačevalce.
V Sloveniji je leta 2012 dr. Toni Pustovrh opravil anketo med približno 500 slovenskimi študenti, od katerih jih je 6 % potrdilo, da so že kdaj uporabili zdravilo na recept, ki jim ni bilo predpisano zaradi kakšne motnje, z namenom, da bi izboljšali svoje kognitivne sposobnosti.
V ZDA se stimulanti, kot sta dimetilamilamin in metilfenidat, uporabljajo na fakultetah in pri mlajših skupinah. Na podlagi študije o prepovedani uporabi poživil menda 5–35 % študentov uporablja preusmerjene ADHD stimulante, ki se uporabljajo predvsem za izboljšanje performance.
Več je dejavnikov, ki pozitivno in negativno vplivajo na uporabo zdravil za povečanje kognitivnih sposobnosti. Med njimi so osebne značilnosti, značilnosti učinkovin in značilnosti družbenega konteksta.

## Stranski učinki
Glavna skrb farmacevtskih izdelkov so neželeni učinki in ti pomisleki seveda veljajo tudi za kognitivno ojačevalne učinkovine. Za nekatere vrste nootropikov dolgoročni varnostni podatki po navadi niso na voljo. Racetami – piracetam in druge spojine, ki so strukturno sorodne piracetamu – imajo le malo resnih neželenih učinkov in nizko toksičnost, vendar pa obstaja malo dokazov o njihovem kognitivnem izboljšanju pri posameznikih brez kognitivnih motenj.
Četudi je odvisnost od stimulantov včasih lahko vzrok za zaskrbljenost, zelo veliko raziskav o terapevtski uporabi "bolj zasvojitvenih" psihostimulantov kaže, da je zasvojenost v terapevtskih odmerkih dokaj redka. Na njihov varnostni profil kaže tudi sistematični pregled iz junija 2015, ki trdi, "da dokazi kažejo, da pri nizkih, klinično ustreznih odmerkih psihostimulanti nimajo vedenjskih in nevrokemijskih delovanj, ki opredeljujejo to skupino zdravil, pač pa delujejo zlasti kot kognitivni ojačevalci."
V ZDA se prehranska dopolnila lahko tržijo, če lahko proizvajalec dokaže, da jih lahko proizvaja varno, da so dejansko na splošno priznana kot varna, in če proizvajalec zanje ne navaja nobenih zdravstvenih trditev o zdravljenju ali preprečevanju katerekoli bolezni ali stanja. Prodaja prehranskih dopolnil, ki vsebujejo zdravilne učinkovine ali za katera se navaja zdravstvene ali preventivne trditve, je po ameriškem pravu nezakonita.